# Brigades Abu Hafs al-Masri
De Brigades Abu Hafs al-Masri (Arabisch: كتائب أبو حفص المصري, katayib 'abu hafs almasri) is een strijdgroep die banden zegt te hebben met de fundamentalistische, islamitische organisatie Al Qaida. Ze is vernoemd naar een strijdnaam van de Egyptische terrorist Mohammed Atef, die in 2001 in Afghanistan omkwam.
In het verleden eiste de brigade verschillende keren een aanslag op waarvan niet vaststaat dat ze daadwerkelijk door hen gepleegd zijn. Een voorbeeld is die op het hoofdkantoor van de Verenigde Naties in Bagdad van augustus 2003. De brigade eiste ook de verantwoordelijkheid op voor een aantal bomaanslagen in Madrid op 11 maart 2004 en die in Londen in juli 2005.